# Ostyr kamyk
Ostyr kamyk (bułg. Остър камък) – wieś w południowej Bułgarii, w obwodzie Chaskowo, w gminie Charmanli. Według danych Narodowego Instytutu Statystycznego, 31 grudnia 2011 roku wieś liczyła 115 mieszkańców.